# Vesperae solennes de confessore
Vesperae solennes de confessore K 339 è una composizione corale di musica sacra, scritta da Wolfgang Amadeus Mozart nel 1780. È composta per coro e solisti SATB (Soprano, Alto, Tenore, Basso), o due violini, due trombe, tre tromboni, due timpani e basso continuo (violoncello, contrabbasso e organo, con fagotto obbligato opzionale).

## Storia
L'opera fu composta per uso liturgico nel Duomo di Salisburgo. Il titolo "de confessore" non è originale dell'autore, ma fu aggiunto successivamente. Si suggerisce che l'opera fosse destinata ai vespri celebrati in un giorno specifico del calendario liturgico dei santi; tuttavia, il santo in questione non fu mai stabilito con certezza. I vesperae solennes costituiscono l'ultima opera corale di Mozart composta specificamente per l'esecuzione nella cattedrale.

## Struttura
Dal punto di vista strutturale, l'opera è molto simile ai Vesperae solennes de Dominica (K. 321), composti nel 1779. La composizione è suddivisa in sei movimenti; come nella Dominica, il Gloria conclude tutti i movimenti, ciascuno ricapitolando i temi di apertura. I primi tre salmi sono segnati da uno stile audace ed esuberante, in contrasto con il rigoroso contrappunto in stile antico del quarto salmo a cappella e la tranquillità del quinto movimento. Il Magnificat vede un ritorno allo stile di apertura.
1. Dixit Dominus (Salmo 110) Allegro vivace, Do maggiore, 3/4
2. Confitebor tibi Domine (Salmo 111) Allegro, Mi bemolle maggiore, 4/4
3. Beatus vir qui timet Dominum (Salmo 112) Allegro vivace, Sol maggiore, 3/4
4. Laudate pueri Dominum (Salmo 113) Allegro, Re minore, 2/2
5. Laudate Dominum omnes gentes (Salmo 117) Andante, Fa maggiore, 6/8
In questo movimento, Mozart si discosta dalla struttura della Dominica: mentre in quest'ultima il Laudate Dominum è un assolo di soprano altamente melismatico e senza interludio corale, nel Confessore l'assolo di soprano è molto più semplice; il coro entra in silenzio a conclusione del salmo con il Gloria, e il solista lo raggiunge all'Amen.
Questo movimento è ben noto al di fuori del contesto dell'opera e viene spesso eseguito singolarmente.[4]
6. Magnificat (Cantico per Vespri) Andante, Do maggiore, 4/4
—"Et exultavit..." Allegro, Do maggiore, 4/4